# Șerpeni (okręg Bacău)
Șerpeni – wieś w Rumunii, w okręgu Bacău, w gminie Scorțeni. W 2011 roku liczyła 61 mieszkańców.